# Енн-Арундел (округ, Меріленд)
Шаблон:StateAbbr_ 39°00′ пн. ш. 76°36′ зх. д. / 39° пн. ш. 76.6° зх. д.
Округ Енн-Арундел (англ. Anne Arundel County) — округ (графство) у штаті Меріленд, США. Ідентифікатор округу 24003.

## Демографія
За даними перепису
2000 року
загальне населення округу становило 489656 осіб, зокрема міського населення було 462092, а сільського — 27564.
Серед мешканців округу чоловіків було 243677, а жінок — 245979. В окрузі було 178670 домогосподарств, 129193 родин, які мешкали в 186937 будинках.
Середній розмір родини становив 3,09.
Віковий розподіл населення поданий у таблиці:
| Стать    | До 15 років | 15-21 | 22-29 | 30-39 | 40-49 | 50-65 | 65-85 | Понад 85 |
| -------- | ----------- | ----- | ----- | ----- | ----- | ----- | ----- | -------- |
| Чоловіки | 53023       | 23400 | 24904 | 42681 | 39514 | 39524 | 19421 | 1210     |
| Жінки    | 50716       | 19828 | 23782 | 42865 | 40170 | 40429 | 24959 | 3230     |

## Відомі особистості
В поселенні народився:
- Джек Андрака (* 1997) — американський винахідник.

## Факти
В окрузі прокладено найкоротше шосе системи Interstate Highway System з двозначним номером — I-97 (довжина — 28,36 км).

## Суміжні округи
- Балтимор — північ
- Балтимор — північ
- Кент — північний схід
- Графство королеви Анни — схід
- Талбот — південний схід
- Калверт — південь
- Графство принца Георга — південний захід
- Говард — північний захід

## Виноски
1. ↑  U.S. Decennial Census. United States Census Bureau. Архів оригіналу за 26 квітня 2015. Процитовано 12 вересня 2014.
2. ↑  Historical Census Browser. University of Virginia Library. Архів оригіналу за 11 серпня 2012. Процитовано 12 вересня 2014.
3. ↑  Population of Counties by Decennial Census: 1900 to 1990. United States Census Bureau. Архів оригіналу за 31 жовтня 2014. Процитовано 12 вересня 2014.
4. ↑  Census 2000 PHC-T-4. Ranking Tables for Counties: 1990 and 2000 (PDF). United States Census Bureau. Архів оригіналу (PDF) за 18 грудня 2014. Процитовано 12 вересня 2014.
5. ↑  State & County QuickFacts. United States Census Bureau. Архів оригіналу за 29 червня 2011. Процитовано 20 серпня 2013.(англ.) Наведено за англійською вікіпедією.
6. ↑  American FactFinder. Бюро перепису населення США. Архів оригіналу за 21 травня 2008. Процитовано 31 січня 2008.

| США | Це незавершена стаття з географії США. Ви можете допомогти проєкту, виправивши або дописавши її. |